# AirJapan
AirJapan（エアージャパン）は、ANAグループ傘下の、エアージャパンが運航している中距離国際線の運航ブランドである。「Fly Thoughtful」をコンセプトとしており、格安航空会社 (LCC) と、フルサービスキャリア (FSC) の双方のサービスの利点を融合した「ハイブリッドエアライン」として低運賃で運航する。

## 歴史
2020年10月27日、ANAホールディングス (ANAHD) により、エアージャパンを母体とし、全日本空輸 (ANA) およびPeach Aviationに次ぐANAHDの中距離国際路線第3ブランドの計画が公表された。2022年3月8日、運航ブランドの名称「AirJapan」とコンセプト、ステートメントなどが公表された。2023年2月15日、「2023-2025年度ANAグループ中期経営戦略」において航空事業のブランド戦略が発表され、その中に AirJapan の運航が含まれていた。2023年3月9日、運航サービス内容の発表が行われた。
2024年2月9日、成田 - バンコク間で初就航。これによりエアージャパンは、ANAから運航を受託する国際旅客便に加え、新ブランド AirJapan の運航を担うことになった。

## 運航機材
| 機材            | 運用機数 | 発注機数 | 座席数 | 座席数 | エンジン   | 内際運用 | 備考                   |  |
| 機材            | 運用機数 | 発注機数 | Y      | 合計   | エンジン   | 内際運用 | 備考                   |  |
| --------------- | -------- | -------- | ------ | ------ | ---------- | -------- | ---------------------- |  |
| ボーイング787-8 | 2        | -        | 324    | 324    | Trent 1000 | 国際     | 2機ともにANAからの移管 |  |
| 合計            | 2        | -        |        |        |            |          |                        |  |

- ボーイング787-8 2機 (JA801A, JA803A)

2025年度までに6機をANAから移管する計画で、2024年中にJA803AとJA801Aの2機を導入。3機目の就航は2026年1 - 3月期ごろになる見込み。
全席エコノミークラスであり、座席幅は17.5インチ (44.5 cm)、シートピッチは32インチ (81.3 cm) である。座席のデザインはイギリスのAcumen、製造はサフランが担当した。充電用USBポート (Type-A, Type-C) が設置されている。
通常、各コンパートメントはパーテーションやギャレーで区分けされるところ、当機材はモノクラスとしてシートピッチと席数を確保したため、ギャレーは前後集中配置とし、客室中間部分は化粧室と乗務員用ジャンプシートの配置となっている。

## 就航地
全て成田国際空港発着の国際線。
| 国           | 都市         | 空港                           | ターミナル                 | 運航開始      | 備考   |
| ------------ | ------------ | ------------------------------ | -------------------------- | ------------- | ------ |
| 日本         | 東京         | 成田国際空港                   | 第1ターミナル南ウィング4階 | 2024年2月9日  | 本拠地 |
| 韓国         | ソウル       | 仁川国際空港                   | 第1ターミナル3階           | 2024年2月24日 |        |
| タイ         | バンコク     | スワンナプーム空港             | 空港ターミナル4階          | 2024年2月9日  |        |
| シンガポール | シンガポール | シンガポール・チャンギ国際空港 | 第2ターミナル2階           | 2024年4月26日 |        |

## サービス
下記のサービス内容、料金などは2023年8月2日の就航発表時の情報である。

### 運賃
| 運賃タイプ         | Simple        | Standard                | Selected                              |
| ------------------ | ------------- | ----------------------- | ------------------------------------- |
| 機内持ち込み手荷物 | 7 kg以下、1個 | 7 kg以下、1個           | 7 kg以下、1個                         |
| 事前預入手荷物     | 有償          | 23 kg以下、1個無償      | 23 kg以下、2個無償                    |
| 事前座席指定       | 有償          | 無償（1,500円以下の席） | 無償（3,000円以下の席）               |
| 機内食             | 有償          | 有償                    | 無償（1,600円以下の事前予約メニュー） |

### 座席指定
事前座席指定は有償であり、料金は細かく分かれている。StandardまたはSelected運賃である場合は、上限額までの座席指定が無償となる。最前列から9列目までは、ソフトドリンクが無償で提供される。

### 手荷物
機内持ち込み手荷物は7 kgまでに制限され、サイズにも制限がある。事前預入手荷物は有償、事前予約制であり、予約の時期などで料金が異なる。

### 機内食
機内食は有償で提供される。事前予約メニューは、日本の「美味しさ」「文化」を感じられるメニューとなる。ほか、機内購入メニューもある。
アルコール類を除き、飲食物の機内持ち込みが認められている。

### 機内エンターテインメント
機内専用Wi-Fiを用いたエンターテイメントサービスは無償であり、乗客の持ち込んだスマートフォン、タブレットなどにより映画、アニメ、動画などが視聴できる。パナソニック アビオニクスによるインターネット接続サービスが有償で提供される。ただし、2月12日から当面の間、利用停止となっている。
搭乗の際、東京藝術大学×AirJapanの産学連携プロジェクトにより作られた曲「あい」（作曲：冷水乃栄流）が流れる。

## 不祥事・トラブル
ソウル線の就航日は、当初2024年2月22日の予定であったが、前便のバンコク発成田行が出発時に機体主脚不良を起こし部品交換が必要となったため、バンコク発成田行の便ともども欠航となり、2日延期された。
また、このバンコク発成田行欠航の際の旅客対応について、タイ民間航空局 (CAAT) はAirJapanに対し、予備機なしの1機運用であることを指摘のうえで、欠航に備えた緊急計画を準備し早急に増機すること、および乗客に対し適切な措置を講じることを強く求めた。また当該便利用者に対しては、補償を求める場合はタイの消費者保護委員会事務局 (OCPB) へ相談できることを案内した。AirJapanは2月26日、公式ウェブサイト上で謝罪し、欠航に伴う乗客の負担に関して対応すると発表した。